# Catherine Boudet
Pour les articles homonymes, voir Boudet.
Catherine Boudet, journaliste, politologue, poète, est une femme de lettres réunionnaise née le 30 août 1968 à Saint-Denis (La Réunion). Docteur en Science Politique, elle est spécialiste des dynamiques politiques à l’île Maurice. Auteur d’articles scientifiques et journalistiques sur la démocratie mauricienne, elle a également publié douze recueils de poésie, dont trois ont été primés. Elle a fondé en mars 2015, avec les syndicalistes Jane Ragoo et Reeaz Chuttoo, le Parlement Populaire de l'île Maurice, une instance visant à promouvoir la démocratie délibérative et la bonne gouvernance,. Catherine Boudet a reçu le Grand Prix de poésie Joseph Delteil 2012, le prix Fetkann! 2013 et le Prix Charles Péguy de poésie 2022 de la Société des Poètes Français.

## Biographie
Docteur en Science Politique de l'Institut d'études politiques de Bordeaux, elle a enseigné une dizaine d'années à l'Université de La Réunion avant de s'installer à l'île Maurice comme journaliste en 2009.
En tant que politologue, ses principaux centres d'intérêts sont les diasporas, les processus de construction identitaire, les minorités dominantes; les démocraties consociatives et le modèle mauricien de construction nationale. Elle a écrit divers articles scientifiques sur ces questions. Dans sa thèse de doctorat en Science politique, intitulée « Les Franco-Mauriciens entre Maurice et l'Afrique du Sud : identité, stratégies migratoires et processus de recommunautarisation » (2004), l'auteure analyse comment les Mauriciens blancs d'origine française, ou "Franco-Mauriciens", membres d'un groupe longtemps dominant, issu de la colonisation de l'île Maurice, tentent de préserver les cadres de leur identité dominante au travers de l'émigration en Afrique du Sud. Cette démarche s'inscrit dans un ensemble de réflexions sur le phénomène des diasporas et de la remise en cause des territoires tout en ayant pour ambition théorique d'analyser ce phénomène dans le cadre plus large de l'interprétation de l'identité et de sa construction par des stratégies d'acteurs. Cette thèse entend développer une nouvelle théorie des diasporas, montrant que Maurice constitue le creuset d'une forme diasporique inédite, qu'elle a appelé la diaspora « pollinisée », sur le modèle du pollen qui se dissémine au vent.
En tant que journaliste, Catherine Boudet écrit des chroniques et des articles d'analyse consacrés à l'évolution démocratique de l'île Maurice, sur les questions de société telles que le droit à l'information, la préservation du patrimoine, les usages politiques de la mémoire, l'ethnopolitique ou encore la construction des savoirs . Ces travaux et leur dissémination cherchent à faire mieux comprendre une situation socio-politique mauricienne qu'elle estime complexe et dont les réalités débordent de l’image carte postale qu’on veut généralement lui donner .
Elle est l'auteur de douze recueils de poésie, parmi lesquels Nos éparses nos sulfureuses, préfacé par Ananda Devi (Acoria, 2010), Les laves bleues [Calligraphie des silences]  qui a reçu le Grand Prix de poésie Joseph Delteil 2012, Bourbon Hologramme (Prix Fetkann! de poésie 2013) ou encore L’Aïeule de déshabillée mémoire (Prix Charles Péguy 2022 et finaliste du prix de Poésie Histoire et Mémoire 2022).
Ses poèmes figurent également dans plusieurs anthologies de poésie réunionnaise, mauricienne et africaine, notamment Terres d'Afrique (Éditions Ndze, 2011), Riveneuve Continents no 10 Escales en mer indienne (2009), Carnavalesques no 4 Spécial Iles de l’océan Indien (Éditions K’A/Aspect Éditions, 2010), L’infini insulaire, Anthologie de la poésie réunionnaise des origines à aujourd’hui, Bacchanales n°67 (Editions de la Maison de la poésie Rhônes-Alpes, 2022).

## Ecriture poétique
Dans son écriture poétique, Catherine Boudet cherche à « se démarquer des thèmes désormais clichés du métissage, de la créolité et de l’interculturel » pour proposer de nouvelles descriptions poétiques du vivre-ensemble dans les îles et favoriser l’émergence d’une pensée insulaire endogène. Elle s’affranchit des contraintes formelles grâce à une langue poétique « qui revient à dépasser toute forme de catégorisation ». Et c’est de manière intimiste qu’elle remet en question les positionnements identitaires, « taill[ant] à vif dans l’identité, à grand renfort de mots polis ou bruts ».
Dans cette perspective, Catherine Boudet questionne les usages politiques de la mémoire coloniale et s’attache à la déconstruction des mythes. Elle développe une poétique de la dénonciation, avec « moult références à l’histoire de La Réunion et de Maurice, à l’esclavage et aux cultures bâillonnées ». Ses ouvrages revisitent notamment les mythes hindous de la genèse, « réinterprété(s) avec succès, sans extravagance, dans l'univers des îles de l'océan indien confrontés à la “déshistoire” du monde insulaire ». 
A contre-courant des catégorisations mémorielles, Catherine Boudet célèbre la « déshistoire », façon de détricoter l’Histoire ou de la refuser. Elle forge ce concept de « déshistoire » pour illustrer « l’idée du citoyen qui n’arrive pas à se constituer, qui ne peut adhérer à ce qui lui a été imposé presque de force ». La « déshistoire » apparaît ainsi dans ses recueils tels que le Barattage de la mer de lait, comme une forme de dés ancrage qui affecte les insulaires : « le texte de Catherine Boudet naît du désancrage qui définit l’île, l’histoire, un peuple et sa langue ». La « déshistoire » chez Catherine Boudet, procède du constat d’un ressassement d’histoire victimaire qui sature le discours politique, social et littéraire à Maurice et qui en conséquence, « freine le processus ontologique dans la création littéraire ».

## "L'Affaire Boudet": démêlés avec les autorités mauriciennes (2011-2013)

### Accusation de "dénonciation calomnieuse" et acquittement
En 2011, dans le cadre de l'écriture d'un article journalistique sur le patrimoine mauricien, Catherine Boudet tente de retrouver les travaux de Stéphane Sinclair, un Français qu'elle avait interviewé en 2009. Il affirmait être docteur en Histoire et vouloir étudier les archives mauriciennes sur l'esclavage. Depuis, il avait été recruté par des instances publiques mauriciennes comme consultant,. Catherine Boudet pense découvrir la preuve qu'il utilise de faux documents portant l'enseigne du Bureau du Premier Ministre de l'Ile Maurice et qu'il ment sur ses diplômes. Elle reçoit aussi des témoignages de personnes assurant avoir eu des démêlés avec le Français.
En avril 2011, elle apprend que Stéphane Sinclair s'apprête à quitter l'île Maurice. Elle se décide alors à contacter le bureau du Premier Ministre pour l'informer de ses soupçons, craignant que l'individu ait pu avoir accès et volé des documents confidentiels et appartenant au patrimoine mauricien grâce à ses faux papiers,,. Le chef des renseignements mauricien, Dev Jookhoo, l'informe qu'il ne peut rien faire par manque d'informations sur l'individu.
Le 12 avril 2011, Catherine Boudet fait une déposition à la police et lui remet les documents qu'elle détient contre Stéphane Sinclair,. Elle apprendra le lendemain même que ce dernier a déjà quitté le territoire mauricien et qu'il se trouve aux États-Unis, malgré une "objection to departure" émis par la police. La police de l'air et des frontières l'aurait intercepté à l'aéroport puis laissé partir car il aurait "prouvé sa bonne foi". Le 20 avril 2011, Catherine Boudet est arrêtée dans les locaux du journal où elle travaille par le Central Criminal Investigation Department (CCID),. Elle est interrogée pendant plusieurs heures puis passe une nuit en détention préventive jusqu'au lendemain où elle est traduite devant la cour de Mapou. Elle apprend qu'on l'accuse de "dénonciation calomnieuse" ("false and malicious denunciation in writing", article 297 du code pénal mauricien)  à l’encontre de Stéphane Sinclair,,.
Libérée sous caution, on lui confisque son passeport français ainsi que sa carte de presse, ce qui l'empêche à la fois de quitter le territoire et de continuer à travailler à l'Ile Maurice,. Son employeur la licencie pour "faute grave" officiellement pour n'avoir rendu ses articles journalistiques dans les temps.
Le 29 août 2013, alors que l'enquête avait été ouverte depuis plus de vingt mois et le jugement sans cesse reporté, la Cour de district de Mapou l'acquitte enfin des faits dont elle est accusée,. Au cours du jugement, plusieurs témoins, notamment le Sergent Mohit, déclarent que Stéphane Sinclair avait bel et bien fait usage de faux et accédé à certains des documents, malgré en avoir reçu l'interdiction par le responsable des archives.

### Deuxième arrestation et menaces d'expulsion du territoire mauricien pour "présence illégale"
Le 25 septembre 2013, Catherine Boudet décide de poursuivre l’État mauricien pour arrestation et détention illégale et réclame 50 millions de roupies mauriciennes (1,25 million d'euros) de dommages et intérêts,,. Ayant demandé avec la restitution de son passeport, un visa pour entreprendre des démarches en vue d'obtenir un nouveau permis de travail, elle se voit en réponse signifier le 4 octobre 2013 par le Passport and Immigration Office (PIO) l'ordre de quitter le pays dans un délai de 24 heures car elle serait en situation illégale. Son passeport ayant en effet été confisqué pendant la durée de son procès, elle n'avait pas pu renouveler son visa,,. S'étant rendu au Passport Immigration Office en réponse à leur convocation, le 10 octobre 2013, Catherine Boudet est arrêtée une deuxième fois par la police mauricienne. Psychologiquement fragilisée par son procès et sa nouvelle arrestation,, Catherine Boudet est admise en clinique à la suite de sa nouvelle arrestation,.
De nombreuses voix s'élèvent à l'Ile Maurice pour prendre sa défense sur les réseaux sociaux, parmi les journalistes ou les associations. L'association Dis-Moi: Droits Humains dans l'Océan Indien publie un communiqué "dénonçant le harcèlement et la torture morale des autorités mauriciennes",,. Son avocat Maître Erickson Mooneapillay et l'environnementaliste Jeff Lingaya dénoncent une procédure illégale.
Un accord est finalement passé avec le PIO : Catherine Boudet s'engage à quitter temporairement le territoire mauricien le temps de refaire un nouveau visa,. Une semaine après son départ de l'Ile Maurice, elle y revient légalement le 28 octobre 2013 avec un visa d'affaires d'un mois qui lui permettra de demander un visa de travail. Elle obtient finalement son permis de travail en novembre 2013.
En novembre 2013, Catherine Boudet se voit attribuer le prix Fetkann! de poésie 2013 qui récompense les ouvrages mettant l’accent sur l’affirmation des droits de l’homme, pour son recueil de poésie Bourbon Hologramme dans lequel elle retrace le calvaire de son arrestation et de sa détention .

### Publications
- Pages mauriciennes. Chroniques journalistiques de l’île Maurice, Edilivre, Paris, 2012  (ISBN 9782332513700).
- Les Franco-Mauriciens entre Maurice et l’Afrique du Sud : identité, stratégies migratoires et processus de recommunautarisation, Thèse de doctorat, Institut d’Etudes Politiques de Bordeaux, 642 pages (Mention «Très honorable, félicitations du jury à l’unanimité et autorisation de publier en l'état », éditée par l’Atelier National de Reproduction des Thèses, Lille, 2004.

### Articles scientifiques
- « Case study Mauritius », in F. Bargiacchi & V. Florinder (éds.), Preventing and Mitigating Electoral Conflict and Violence. Lessons from South Africa, PEV-ECES, Bruxelles (Belgique), 2017.
- « Nationalisme, décolonisation et consociation à l'île Maurice : l'émergence d'un Mauricianisme stratégique (1945–1967) », Canadian Journal of African Studies/Revue Canadienne des Études Africaines, vol. 47 n°3, mai 2014.
- « Le rôle du “péril hindou” dans la mise en place de la démocratie consociative à l'île Maurice (1947–73) », Canadian Journal of African Studies/Revue Canadienne des Études Africaines, vol. 12 n°2, 2012.
- « Élargir l'espace démocratique : la presse mauricienne et le citoyen informé », in C. Chan-Meetoo & R. Kasenally (éds.) Enhancing Democratic Systems: The Media in Mauritius, A Dialogue Session, UNESCO/University of Mauritius, 2011.
- « Les enjeux politiques de la mémoire du passé colonial à l'île Maurice » (coécrit avec J. Peghini), Transcontinentales, n°6, 2008.
- « Les Franco-Mauriciens : une diaspora pollinisée », Revue Européenne des Migrations Internationales n°23.3, 2007.
- « Une minorité ethnique dominante et son identité face à la décolonisation : l'émigration franco-mauricienne en Afrique du Sud (1947-68) », Journal of Mauritian Studies n°3.1, 2006.
- « Pouvoirs et technologies en situation coloniale : les Franco-Mauriciens et le monopole des technologies sucrières à Maurice et au Natal (1825-1968) », Revue Historique de l'Océan Indien n°2, 2006.
- « Le discours identitaire comme gestion de la contradiction », Kabaro/Revue Internationale des Sciences de l'Homme et des Sociétés n°3-4, 2005, pp. 23-44.
- « L'émergence de la démocratie consociative à Maurice (1948-1968) », Annuaire des Pays de l'Océan Indien n°17, 2003, pp325-36.
- « Les abolitions de l'esclavage et la construction d'une identité franco-mauricienne », in Esclavage et Abolition dans l'Océan Indien 1723-1860, Paris, L'Harmattan, 2002.
- « The Mauritians of French origin in Durban and their social networks : francophony as a basis for social organisation and network strategies », in P. Maurice & R. Ghosh (éds.),  Cahiers ORIHS n°6 Les organisations régionales dans l’hémisphère Sud et leurs relations avec les puissances extérieures, Grenoble, Observatoire des Relations Internationales dans l’Hémisphère Sud, 2001, pp. 57-72.
- « Émeutes et élections à Maurice. La mort de Kaya, aléa ou échec de la construction nationale ? », Politique africaine, n°79, 2000, pp. 153-64.
- « Les relations de Maurice et de La Réunion avec l'Afrique du Sud pendant la période de transition (1989-94) », Journal of Mauritian studies n°5(1), Moka (Mauritius), Mahatma Gandhi Institute, 1999, pp. 33-53.
- « Les îles de l’Union Européenne », Document de l'ODR n°20, Observatoire du Développement de La Réunion (ODR), 1997, 55 p.

### Recueils de Poésie
- L’Aïeule de déshabillée mémoire, Bourg-en-Bresse, éditions des Deux Rues, 2023 (Prix Charles Péguy 2022 et finaliste du prix de Poésie Histoire et Mémoire 2022).
- Il salmo a due visi – Le psaume à deux visages (réédition bilingue italien-français), Arcore, Kanaga Edizioni, 2022.
- Le psaume à deux visages, Roquedur, éditions des Monteils, 2016.
- Journal du Gardien des Horizons, Paris, L'Harmattan, 2015.
- Le Manifeste de la Pensée longaniste, Paris, Edilivre, 2014.
- Bourbon Hologramme, Paris, L'Harmattan, 2013, (OCLC 853441819) (Prix Fetkann! de poésie 2013)
- Pagana (en collab. avec l'artiste-peintre Robert Lobet), Nîmes, Editions de la Margeride, 2013.
- Les laves bleues [Calligraphie des silences ], Montpellier, Souffles, 2012 (Grand Prix de poésie Joseph Delteil 2012)
- Haïkons, petits poèmes à emporter, Marseille, Kirographaires, 2012.
- Nos éparses nos sulfureuses (Préface: Ananda Devi), Paris, Acoria, 2010, (OCLC 587025303).
- Le barattage de la mer de lait, Paris-Bertoua, Ndze, 2009, (OCLC 550984953).
- Résîliences, Paris, L'Harmattan, 2007, (OCLC 174130326).

### Présence dans des anthologies poétiques
- « Le chant du veilleur sans nom », in Anthologie du feu, Editions Henry/La Rumeur Libre, 2023.
- « Ainsi s’achèverait », « Je n’ai pas su », « Maloya », « Le barattage de la mer de lait », in L’infini insulaire, Anthologie de la poésie réunionnaise des origines à aujourd’hui, Bacchanales n°67, Editions de la Maison de la poésie Rhônes-Alpes, 2022.
- « Jacques, marchand d’esclaves », in Peindre les mots. Geste d’artiste, voix de poètes, (hommage à Robert Lobet), Editions Bruno Doucey/Editions de la Margeride, 2022.
- « Nous, îlochtones », « Marronnage blanc », « Jacques, marchand d’esclaves », « On ne quitte pas une île », « Personne ne viendra », in Les Hommes sans Epaules n°53 Poètes aux Mascareignes, Editions LSE, 2022.
- « Les naufragés de Maudrigosa », in Maudrigosa ! Un collectif de 60 auteurs, plasticiens et universitaires répond à l’appel de Carl de Souza, Precigraph, 2021.
- « Wakashio blues », in Ecrire, peindre peut-être ? (anthologie commémorative du naufrage du Wakashio), Editions de l’Océan Indien, 2021.
- « L’annonciation » (poème pour illustrer le tableau éponyme d’Hippolyte Ravergie), in Peinture et poésie, les peintures vues par les peintres (catalogue anthologique de la collection des peintures du musée Paul Valéry), Editions midi-Pyrénée, 2018.
- « Le Journal du Gardien des Horizons », in L’insurrection poétique – manifeste pour vivre ici, Editions Bruno Doucey, 2015.* « Eloge de la boue », Momento Nudo. Anthologie 2013 de L’Arbre à Parole, L’Arbre à Parole, Amay (Belgique), 2013.
- « Au concert », Voix Vives de méditerranée en méditerranée. Anthologie Sète 2012, Editions Bruno Doucey, Paris, 2012.
- « Au pied du Morne » et « Souvenir devenu chair », Terres d'Afrique, Editions Ndze, Paris, 2011.
- « Mémoires », Riveneuve Continents n°10 Escales en mer indienne, 2009-2010.
- « Ce qui fait partie de la nuit », « Le peintre des mirages » et « Balaclava », Carnavalesques no 4 (Spécial Iles de l'océan Indien), Éditions K'A/Aspect Éditions, 2010.

## Prix littéraires
- Prix Charles Péguy 2022 pour L’Aïeule de déshabillée mémoire.
- Prix Fetkann! de poésie 2013 pour Bourbon Hologramme.
- Grand Prix de poésie Joseph Delteil 2012 pour Les laves bleues [Calligraphie des silences].